# Segell de Wyoming
El Segell de l'Estat de Wyoming va ser adoptat per la segona legislatura del mateix estat el 1893, i revisat per la setzena legislatura el 1921.
Les dues dates al gran segell, 1869 i 1890, commemoren l'organització del govern territorial i l'admissió de Wyoming a la Unió. La figura embolicada en el centre conté un bastó de la qual es desplega una pancarta amb les paraules, "Equal Rights" ("Igualtat de Drets"). L'estendard simbolitza la situació política que les dones han gaudit a Wyoming des de l'aprovació de l'esmena sobre el sufragi territorial durant l'any 1869. Les figures masculines tipifiquen les indústries ramaderes i mineres de l'estat. Hi ha dues columnes sobre les quals hi ha dos llums on crema la llum del coneixement. Al costat de les columnes hi ha dos rotllos amb les paraules petroli, mineria, ramaderia i gra, quatre de les principals indústries de Wyoming.
El segell de l'estat es mostra en vidrieres en els sostres de la Casa de Wyoming, tant a la Cambra de Representants i al Senat de Wyoming a la capital de l'estat (Cheyenne). El segell també s'incorpora en el disseny de la bandera de l'estat, que compta amb un lloc destacat per al segell juntament amb la silueta d'un bisó americà.